# Menno Heerkes
Menno Heerkes (* 22. Juli 1993 in Hardenberg) ist ein niederländischer Fußballspieler.

## Werdegang
Heerkes begann in seiner Geburtsstadt Hardenberg mit dem Fußballspielen in der Jugend des HHC Hardenberg. 2004 wechselte er in die Jugend des FC Emmen. Nach fünf Ausbildungsjahren dort kam er 2009 zum SC Heerenveen und spielte dort erst in der U-17 und später in der U-19. 2012 erhielt er einen Vertrag für die zweite Mannschaft in der Beloften Eredivisie. Bis 2014 bestritt er 48 Spiele für die Mannschaft und schoss darin vier Tore. 2014 wechselte er zu Heracles Almelo. Dort spielte er anfangs auch nur in der zweiten Mannschaft, gehörte aber zeitweise bereits zum Kader bei Spielen in der Eredivisie. Seine ersten Einsätze hatte er dort jedoch erst in der Saison 2015/16. Im Sommer 2016 verließ er den Verein und wechselte nach Deutschland zum Regionalligisten SV Meppen, mit dem ihm am Ende der Saison 2016/17 der Aufstieg in die 3. Liga gelang. Nach dem Aufstieg verlängerte er seinen nur eine Saison laufenden Vertrag um eine weitere bis 2018. Im Sommer 2018 wechselt Heerkes zurück in sein Heimatland Niederlande zum HHC Hardenberg.
Menno Heerkes ist der Bruder von Tom Heerkes, der in der dritten niederländischen Liga spielt. Beide sind die Söhne des Fußballtrainers Gert Heerkes.

## Erfolge
SV Meppen
- Aufstieg in die 3. Liga 2017